# Calden
Calden é um município da Alemanha, situado no distrito de Kassel, no estado de Hesse. Tem 54,84 km² de área, e sua população em 2019 foi estimada em 7.568 habitantes.